# Pou de gel (Tàrrega)
Pou de gel és una obra de Tàrrega (Urgell) protegida com a Bé Cultural d'Interès Local.

## Descripció
El pou de gel es troba excavat al subsòl, a la roca natural i posteriorment es construeix el parament de pedra de gairebé un metre d'amplada.
El pou té una forma cilíndrica a la part inferior i una coberta en cúpula. El diàmetre intern és de 7.8 m i té una alçada de 9.5 m fins a la part superior del coll del pou, just sota la tapa inferior del coll del pou fins a vora 10 metres respecte la revora de l'obertura superior fins al nivell de sòl. L'accés superior es troba delimitat per un empedrat de planta circular, que fa un suau pendent cap al centre on hi ha l'obertura per on s'abocava el gel i la neu cap al fons del pou. Per accedir al pou de cara la preparació de les capes de gel que es disposaven entre brancatges i palla, i també per a extraure el gel per a la venda, hi havia un accés interior que es troba a uns 5.5 m respecte el fons. A aquest interior s'hi arribava a partir d'un corredor que naixia al carrer del Pou de gel. Originalment, aquest accés presentava un passadís dividit en tres trams amb dos colzes. Malauradament, el primer tram de corredor, part del segon tram i la porta d'accés des del carrer van ser enderrocats per unes obres l'any 1983, les quals també afectaren un tram conservat de la muralla baix-medieval. Actualment, l'accés es realitza des del darrer tram del corredor que es localitza a la finca intervinguda, on s'ha construït un petit immoble que esdevindrà espai d'acollida al monument.
En els anys 2013 i 2015 s'hi ha dut a terme dues intervencions arqueològiques i de condicionament per a la visita.

## Història
Hi ha notícies històriques que posen de manifest que el pou ja es trobava en ús l'any 1631. El document fa referència a l'arrendament per part de l'Ajuntament a un particular. DE l'any 1656 data la tabba del pou de gel, document on es detalla com havia de funcionar l'arrendament. Amb tot hi ha pous que ja es construeixen en el segle XVI i cap la possibilitat que el pou de gel de Tàrrega pogués datar d'aquest moment, tal com sembla que es podia llegir a la llinda de la seva porta original (actualment perduda). El pou va estat en funcionament fins a finals del segle xix quan les fàbriques de gel van deixar obsolets aquests equipaments.
Durant la Guerra Civil de 1936-39 el pou es va fer servir com a refugi antiaeri. D'aquesta època data el passadís que es troba a la base i que comunica el pou amb el carrer Buenos Aires. Una ramificació d'aquest túnel excavat a la roca baixava fins al carrer d'Urgell. Els darrers usos del pou de gel van ser per a cultiu de xampinyons, a mitjan segle XX i com a fresquera d'una casa del carrer Buenos Aires on es trobava l'accés al passadís que conduïa al pou de gel quan aquest es converteix en refugi antiaeri.